# Jure Golčer
Jure Golčer (Maribor, Yugoslavia, 7 de diciembre de 1977) es un deportista esloveno que compitió en las modalidades de ruta y montaña.
En carretera fue profesional entre 2002 y 2018, y ganó el Tour de Eslovenia en 2008. Ganó una medalla de bronce en el Campeonato Europeo de Ciclismo de Montaña en Maratón de 2003.

## Medallero internacional
| Campeonato Europeo | Campeonato Europeo | Campeonato Europeo | Campeonato Europeo |
| Año                | Lugar              | Medalla            | Competición        |
| ------------------ | ------------------ | ------------------ | ------------------ |
| 2003               | Graz (Austria)     | Medalla de bronce  | Campo a través     |

## Palmarés
2002
- Jadranska Magistrala

2003
- 1 etapa de la Vuelta a Eslovenia

2004
- Giro d'Oro

2006
- Campeonato de Eslovenia en Ruta
- Gran Premio Hydraulika Mikolasek
- Gran Premio de Schwarzwald

2008
- Vuelta a Eslovenia, más 2 etapas

2013
- 3.º en el Campeonato de Eslovenia en Ruta

2016
- Gran Premio Izola

## Resultados en Grandes Vueltas y Campeonatos del Mundo
| Carrera         | Carrera         | 2001 | 2002 | 2003 | 2004 | 2005 | 2006 | 2007 | 2008 | 2009 | 2010 | 2011 | 2012 | 2013 | 2014 | 2015 | 2016 | 2017 | 2018 |
| --------------- | --------------- | ---- | ---- | ---- | ---- | ---- | ---- | ---- | ---- | ---- | ---- | ---- | ---- | ---- | ---- | ---- | ---- | ---- | ---- |
|                 | Giro de Italia  | —    | —    | —    | —    | —    | —    | —    | 32.º | 55.º | —    | —    | —    | —    | —    | —    | —    | —    | —    |
|                 | Tour de Francia | —    | —    | —    | —    | —    | —    | —    | —    | —    | —    | —    | —    | —    | —    | —    | —    | —    | —    |
|                 | Vuelta a España | —    | —    | —    | —    | —    | —    | —    | —    | —    | —    | —    | —    | —    | —    | —    | —    | —    | —    |
| Mundial en Ruta | Mundial en Ruta | —    | —    | Ab.  | 57.º | —    | —    | Ab.  | —    | —    | —    | —    | —    | —    | —    | —    | —    | —    | —    |

| —: No participó | Ab: Abandono |